# ماری-لین
ماری-لین (انگلیسی: Mari-Leen؛ زادهٔ ۲ دسامبر ۱۹۸۷) یک خواننده زن اهل استونی است.
وی در مسابقه آواز یوروویژن ۲۰۰۵ به عنوان یکی از اعضای گروه سونتریب حضور داشته‌است.

## آلبوم‌ها
- Rahutu Tuhkatriinu (۲۰۰۶)
- ۱۹۸۷ (۲۰۰۸)